# Casciotta d'Urbino
Le casciotta d'Urbino est un fromage à base principalement de lait de brebis, à pâte semi cuite, produit sur tout le territoire de la province de Pesaro et d'Urbino.
Depuis le 12 juin 1996, la dénomination «caciotta d'Urbino» est protégée au niveau européen par une appellation d'origine protégée (AOP).

## Historique
Sa présence est attestée tout au long de l'histoire notamment durant la Renaissance. Il semble qu'il fut le fromage préféré de Michel Ange et du pape Clément XIV. Sa première notice officielle date de 1545 où il apparait dans le  Commento alle Costituzioni del Ducato di Urbino de Solone di Campello. Les ducs de Montefeltro et successivement la famille Della Rovere lui dédièrent une grande attention; pour maintenir un haut niveau de qualité, ils encouragèrent la production de lait produit localement en diminuant les différentes taxes sur les droits de pâturage et le transport du fromage.

## Caractéristiques
De forme cylindrique, il a une hauteur qui varie de 5 cm à 7 cm, un diamètre entre 12 et 16 cm aux faces arrondies et le poids de chaque forme doit être compris entre les 800 et 1 200 g. La pâte obtenue à partir du lait entier de brebis (70 %) et de vache (30 %) est additionnée de présure et portée à la température de 35 °C. Puis, elle est ensuite pressée manuellement dans des moules traditionnels réalisés par l'artisanat local, suivi d'une salaison et d'une courte période d'affinage dans une cave, légèrement ventilée, à une température de 10-12 °C. Le fromage affiné a une fine croûte d'un millimètre et la pâte a une couleur jaune paille avec une saveur douce, agréable et légèrement acidulée.